# Tonkinacris yaeyamaensis
Tonkinacris yaeyamaensis är en insektsart som beskrevs av Ito, G. 1999. Tonkinacris yaeyamaensis ingår i släktet Tonkinacris och familjen gräshoppor. Inga underarter finns listade i Catalogue of Life.